# Hausruckviertel
Hausruckviertel (místně zvaný "Hausrickkreis") je region v Horních Rakousích pojmenovaný podle horského hřebenu Hausruck. Tato část Rakouska je tvořena čtyřmi historickými částmi Horních Rakous. Západní hranice Hausruckviertelu s Bavorskem byla definovaná roku 1779, východní hranice byla stanovena v 19. století a je vymezena tokem řeky Traun.
Hausruckviertel zahrnuje dnešní centrum Horních Rakous město Wels, okres Wels-okolí, okres Eferding a okres Grieskirchen, jakož i okres Vöcklabruck na jihozápadě země.
Za starého dělení Horních Rakous na čtvrti byl Hausruckviertel západní hranici okresů v Innviertelu Braunau, Ried a Scharding, na jihu podle řeky Vöckla, Ager a řeky Traun a na severu hranici tvoří Dunaj. Zaváděním koncepce hornorakouského prostoru bylo počítáno i s městy Linz, Eferding, Wels a Steyr.
Dalšími čtvrtěmi v Horních Rakousích jsou Innviertel, Mühlviertel a Traunviertel.